# San Pedro de Coche
Pour les articles homonymes, voir San Pedro.
San Pedro de Coche est le chef-lieu de la municipalité de Villalba dans l'État de Nueva Esparta au Venezuela. Autour de la ville s'articule la division territoriale et statistique de Capitale Villalba.